# Gerard Christopher
Gerard Christopher, właściwie Gerard "Jerry" Christopher DiNome (ur. 11 maja 1959 w Nowym Jorku) – amerykański aktor telewizyjny i filmowy.

## Życiorys

### Wczesne lata
Ukończył studia na Uniwersytecie Stanu Południowej Kalifornii w Los Angeles na wydziale biznesu. Studiował także pisanie scenariuszy, reżyserię i zdjęcia filmowe na Uniwersytecie Stanu Kalifornia – Los Angeles w Westwood. Uczył się aktorstwa w Nowym Jorku, Los Angeles pod kierunkiem Niny Foch i Harvey Lembeck Comedy Workshop.

### Kariera
Zanim trafił na srebrny ekran, pracował jako model dla agencji Wilhelmina Models, prezentując kolekcje odzieży w Nowym Jorku, Mediolanie i Tokio. Pojawił się także na okładkach romansideł i książek artystycznych. Uczestniczył w ponad 60. kampaniach reklamowych takich produktów jak Pepsi, Panasonic, Chrysler, Chevrolet i Cadillac.
Na dużym ekranie pojawił się po raz pierwszy w komedii romantycznej Witamy w raju (Welcome to Paradise, 1984) u boku Shelley Long. Potem wystąpił w Urwis w spódnicy (Tomboy, 1985) i thrillerze sensacyjnym Campus '86 (Dangerously Close, 1986). Popularność zawdzięcza roli Superboya/Clarka Kenta w serialu Superboy (1989-92), którą objął po aktorze Johnie Newtonie. Jednak kolejną postać Supermana/Clarka Kenta w serialu ABC Nowe przygody Supermana (Lois & Clark: The New Adventures of Superman) wcielił się ostatecznie Dean Cain. Po gościnnym udziale w operach mydlanych – CBS Jedwabne pończoszki (Silk Stalkings, 1993) i Spellinga Melrose Place (1994) – dostał się do obsady opery mydlanej NBC Sunset Beach (1997-98).

## Filmografia

### Filmy fabularne
- 1984: Witamy w raju (Welcome to Paradise) jako Beau
- 1985: Urwis w spódnicy (Tomboy) jako Randy Starr
- 1986: Campus '86 (Dangerously Close) jako Lang Bridges
- 1994: Rebel Rousers
- 1994: Trigger Fast jako Mark Counter
- 1999: Pierwszy maja (The First of May) jako Zack

### Filmy TV
- 1994: Za honor i ojczyznę (Guns of Honor) jako Pułkownik Mark Counter
- 1994: Bandzior, Bandzior! (Bandit: Bandit Bandit) jako Phony Bandit

### Seriale TV
- 1989-92: Superboy jako Superboy/Clark Kent
- 1993: Jedwabne pończoszki (Silk Stalkings) jako Bobby
- 1994: Melrose Place jako Gregory
- 1995: Kobieta domu (Women of the House) jako Rick
- 1997-98: Sunset Beach jako Carl Brock
- 2002: Tajne akcje CIA (The Agency) jako przyjaciel